# Cymodoce mammifera
Cymodoce mammifera là một loài chân đều trong họ Sphaeromatidae. Loài này được Haswell miêu tả khoa học năm 1881.